# Calymperes noakhalense
Calymperes noakhalense är en bladmossart som beskrevs av Paul Johannes Brühl och Sarkar 1929. Calymperes noakhalense ingår i släktet Calymperes och familjen Calymperaceae. Inga underarter finns listade i Catalogue of Life.